# Galina Czistiakowa
Galina Walentinowna Czistiakowa (ros. Галина Валентиновна Чистякова, słow. Galina Čisťakovová, ur. 26 lipca 1962 w Izmaile) – radziecka lekkoatletka, skoczkini w dal i trójskoczkini, medalistka olimpijska z Seulu oraz olimpijka z Atlanty, aktualna rekordzistka świata w skoku w dal.
Czistiakowa odnosiła wiele sukcesów w skoku w dal w drugiej połowie lat 80. XX wieku, zwłaszcza w zawodach w hali. Pod koniec kariery startowała również w trójskoku. Zdobywała medale halowych mistrzostw Europy: złote w 1985, 1989 i 1990 (na tych ostatnich zarówno w skoku w dal i w trójskoku) oraz srebrny w 1987 i 1988. Była również mistrzynią Europy na otwartym stadionie w 1986 oraz halową mistrzynią świata w 1989. Na Igrzyskach Olimpijskich jej najlepszym osiągnięciem był brązowy medal na Igrzyskach Olimpijskich w 1988 w Seulu.
Jej największym osiągnięciem było jednak pobicie rekordu świata w skoku w dal 11 czerwca 1988 w Leningradzie na odległość 7,52 m. Była pierwszą i jak dotąd jedyną kobietą, która pokonała granicę 7,5 m. Do Czistiakowej należy drugi wynik w historii w skoku w dal w hali – 7,30 m (1989).
W 1990 poddała się operacji kolana, po której już nie powróciła do dawnej formy. Po rozpadzie ZSRR Czistiakowa otrzymała obywatelstwo Rosji. W połowie lat 90. przyjęła obywatelstwo słowackie i wspólnie z rodziną (mąż Aleksandr Bieskrowny, córka Irina – ur. 1982) mieszka w Bratysławie.